# Jung-Stilling-Gesellschaft
Die Jung-Stilling-Gesellschaft Siegen e.V. ist ein eingetragener Verein mit Sitz in Kreuztal.
Die Gesellschaft, ein Zusammenschluss von Wissenschaftlern unterschiedlicher Disziplinen, wurde am 3. September 1988 gegründet. Präsident ist seit 2013 Eckehard Krah, er löste den seit 2008 amtierenden Ortwin Brückel ab. Bis 2008 war Gerhard Merk Gründungsvorsitzender.
Zweck und Aufgabe der Jung-Stilling-Gesellschaft ist die Erforschung von Leben und Wirken des Johann Heinrich Jung-Stilling (1740–1817).

## Buchverlag
Der Jung-Stilling-Gesellschaft ist ein Buchverlag angeschlossen, in dem bislang rund 70 Bücher publiziert wurden.